# Sakesan Pituratana
Sakesan Pituratana (en tailandés: เศกสรรค์ ปิตุรัตน์; provincia de Mae Hong Son, Tailandia; 2 de enero de 1976), también conocido como Seksan Piturat, es un exfutbolista de Tailandia que jugaba en la posición de delantero.

## Carrera

### Club
| Periodo   | Club                     | Apariciones | Goles |
| --------- | ------------------------ | ----------- | ----- |
| 1996–2003 | Sinthana FC              | 131         | 77    |
| 2003–2004 | BEC Tero Sasana FC       | 18          | 4     |
| 2005      | PEA FC                   | 10          | 3     |
| 2006–2007 | TOT FC                   | 22          | 9     |
| 2007–2008 | Raj-Vithi FC             | 31          | 9     |
| 2008      | Royal Thai Police FC     | 19          | 7     |
| 2010–2012 | North Bangkok College FC | 8           | 2     |

### Selección nacional
Jugó para Tailandia en 47 ocasiones de 1999 a 2003 y anotó 19 goles; y participó en la Copa Asiática 2000.

## Logros

### Club
- Thai Premier League: 2000, 2001/02
- Copa de Tailandia: 2000

### Selección nacional
- campeonato de la AFF: 2000
- Juegos del Sudeste Asiático: 1999
- King’s Cup: 2000

## Estadísticas

### Goles con selección nacional
| #   | Fecha      | Sede                        | Rival           | Resultado | Torneo                                               |
| --- | ---------- | --------------------------- | --------------- | --------- | ---------------------------------------------------- |
| 1.  | 30-7-1999  | Bandar Seri Begawan, Brunéi | Filipinas       | 9-0       | 1999 South East Asian Games                          |
| 2.  | 1-8-1999   | Bandar Seri Begawan, Brunéi | Laos            | 4-1       | 1999 South East Asian Games                          |
| 3.  | 8-8-1999   | Bandar Seri Begawan, Brunéi | Birmania        | 7-0       | 1999 South East Asian Games                          |
| 4.  | 27-3-2000  | Kuala Lumpur, Malasia       | China Taipéi    | 2-0       | Asian Cup Qualification 2000                         |
| 5.  | 4-4-2000   | Bangkok, Tailandia          | Corea del Norte | 5-3       | Asian Cup Qualification 2000                         |
| 6.  | 3-9-2000   | Shanghái, China             | Uzbekistán      | 4-2       | 2000 Four Nations Tournament                         |
| 7.  | 15-10-2000 | Beirut, Líbano              | Irán            | 1-1       | 2000 Asian Cup                                       |
| 8.  | 18-12-2000 | Beirut, Líbano              | Líbano          | 1-1       | 2000 Asian Cup                                       |
| 9.  | 6-11-2000  | Chiang Mai, Tailandia       | Birmania        | 3-1       | 2000 Tiger Cup                                       |
| 10. | 30-1-2001  | Bangkok, Tailandia          | Kirguistán      | 3-1       | Amistoso                                             |
| 11. | 15-5-2001  | Beirut, Líbano              | Pakistán        | 3-0       | Clasificación para la Copa Mundial de Fútbol de 2002 |
| 12. | 15-5-2001  | Beirut, Líbano              | Pakistán        | 3-0       | Clasificación para la Copa Mundial de Fútbol de 2002 |
| 13. | 17-5-2001  | Beirut, Líbano              | Líbano          | 2-1       | Clasificación para la Copa Mundial de Fútbol de 2002 |
| 14. | 26-5-2001  | Bangkok, Tailandia          | Sri Lanka       | 3-0       | Clasificación para la Copa Mundial de Fútbol de 2002 |
| 15. | 30-5-2001  | Bangkok, Tailandia          | Líbano          | 2-2       | Clasificación para la Copa Mundial de Fútbol de 2002 |
| 16. | 13-8-2001  | Singapur                    | Singapur        | 5-0       | Amistoso                                             |
| 17. | 13-8-2001  | Singapur                    | Singapur        | 5-0       | Amistoso                                             |
| 18. | 15-9-2001  | Bangkok, Tailandia          | Arabia Saudita  | 1-3       | Clasificación para la Copa Mundial de Fútbol de 2002 |
| 19. | 21-10-2001 | Riad, Arabia Saudita        | Arabia Saudita  | 1-4       | Clasificación para la Copa Mundial de Fútbol de 2002 |